# Automobiles Mors
Automobiles Mors war ein französisches Unternehmen aus Paris, das Autos und Rennwagen herstellte. Die Rennwagen erzielten um die Jahrhundertwende vom 19. zum 20. Jahrhundert große Erfolge.

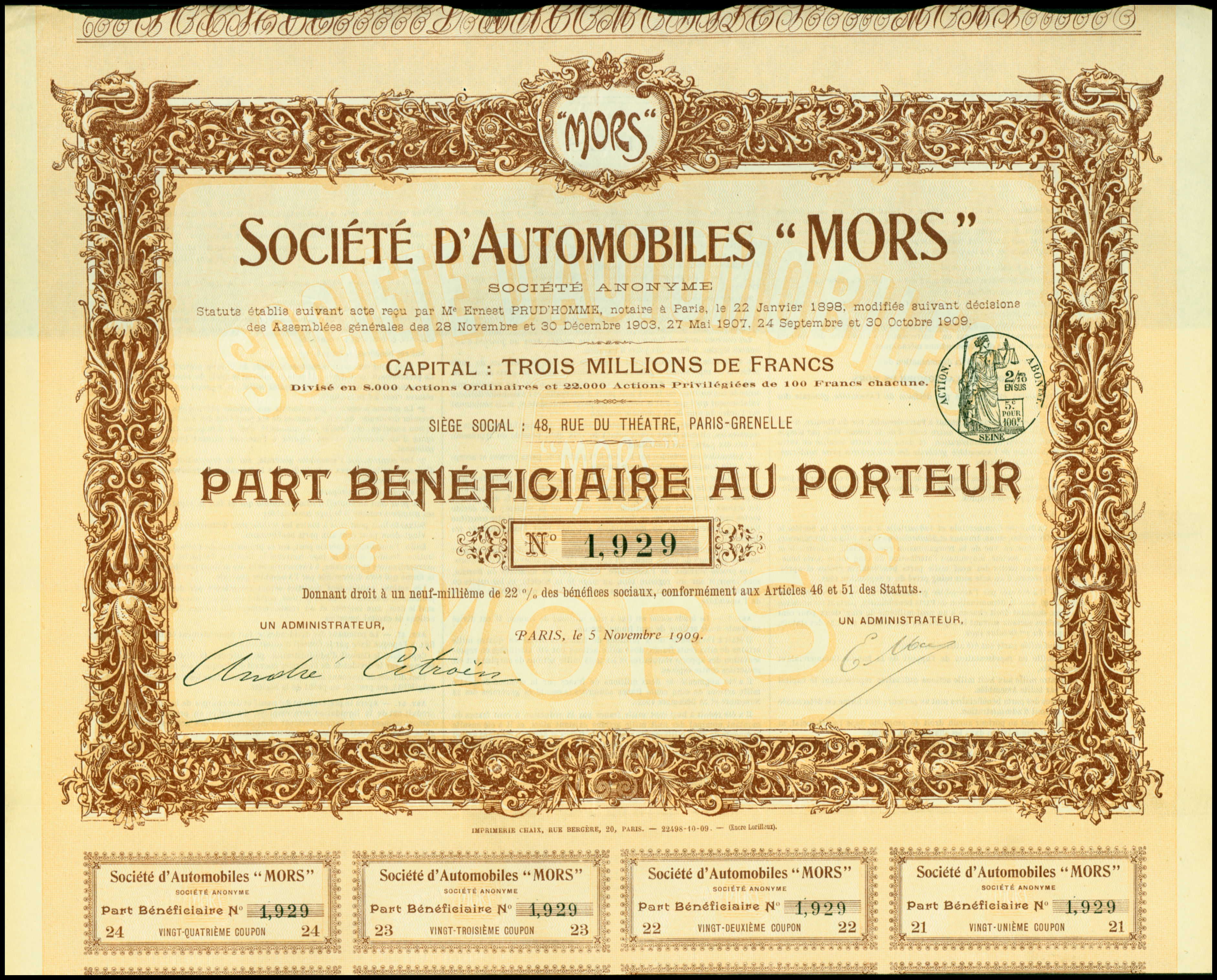
Part Beneficiaire der Société d’Automobiles Mors vom 5. November 1909

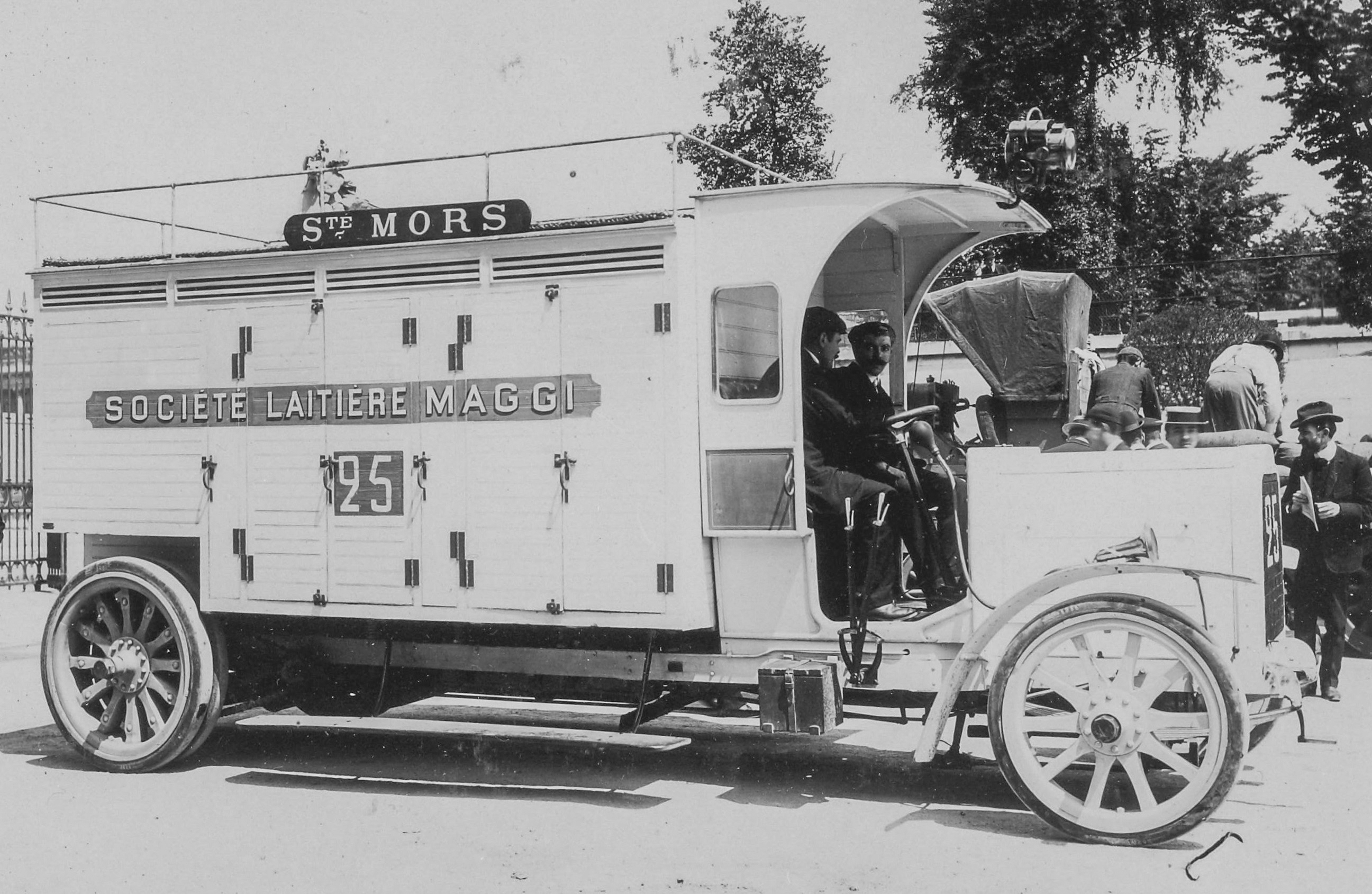
Lkw von Mors

## Unternehmensgeschichte
Herr Mirand gründete 1851 ein Unternehmen in der Rue Saint-Martin in Paris zur Produktion von künstlichen Blumen. Dazu verwendete er Papier und Draht. 1874 übernahm Louis Mors das Unternehmen. Später entstanden Motoren. 1895 begann mit Hilfe von Henri Brasier die Automobilproduktion. Die Firma lautete nun Société d’Électricité et d’Automobiles Mors. 1908 erfolgte die Umbenennung in Société Nouvelle d’Automobiles Mors. Viele Karosserien bezog Mors in den Jahren vor dem Ersten Weltkrieg von J. Rothschild & Fils. Zwischen 1900 und 1915 entstanden auch Lastkraftwagen und Omnibusse. 1925 ging Mors an Citroën über. (André Citroën war ab 1908 mehrere Jahre für Mors tätig gewesen.) Zwischen 1941 und 1943 entstanden noch ein paar Elektroautos in einem kleinen Zweigbetrieb des Unternehmens.
Die Société Nouvelles des Scooters Mors verwendete den Markennamen Mors zwischen 1952 und 1956 für Motorroller.

## Fahrzeuge
Der Mors Motor Carriage 5 HP von 1897 war ein offener Zweisitzer mit Lenkhebel und einem über der Hinterachse eingebauten Vierzylindermotor, der bei 1000/min rund 5 PS (4 kW) leistete. Die Antriebskraft wurde von der Motorantriebswelle mit Lederriemen auf die Hinterachse übertragen. Mit einer pedalbetätigten Riemengabel konnte der Antriebsriemen auf eine leer mitlaufende Riemenscheibe geschoben werden, um auszukuppeln. Die Höchstgeschwindigkeit wurde mit 19 mph (ca. 30 km/h) angegeben.
1898 kam der Viersitzer 6 HP Dog Cart mit im Heck eingebautem 6-PS-Vierzylindermotor hinzu.
1899 folgte der 4 HP, ein offener Zweisitzer. Der wassergekühlte Zweizylindermotor leistete 4 PS (3 kW) und war vorn über der Vorderachse eingebaut. Die Antriebskraft wurde nicht mehr über Riemen, sondern mit mechanischem Getriebe und Ketten auf die Hinterräder übertragen. Das Getriebe hatte drei Vorwärtsgänge und einen Rückwärtsgang. Die Reibungskupplung wurde mit einem Pedal betätigt. Das Gesamtgewicht betrug 350 kg.

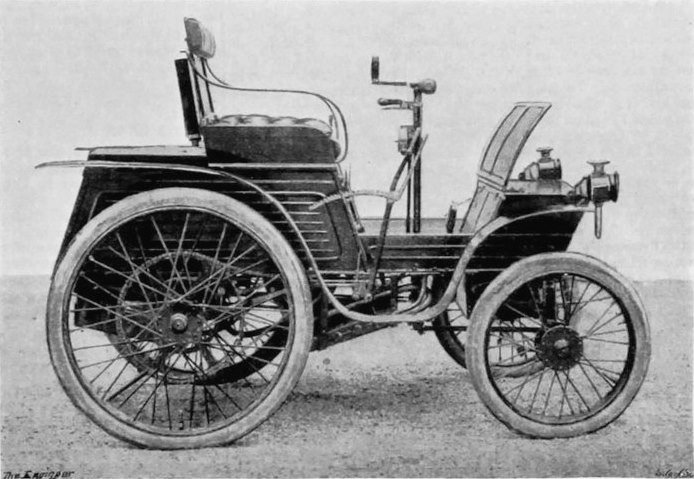
Mors Motor Carriage 5 HP (1897)
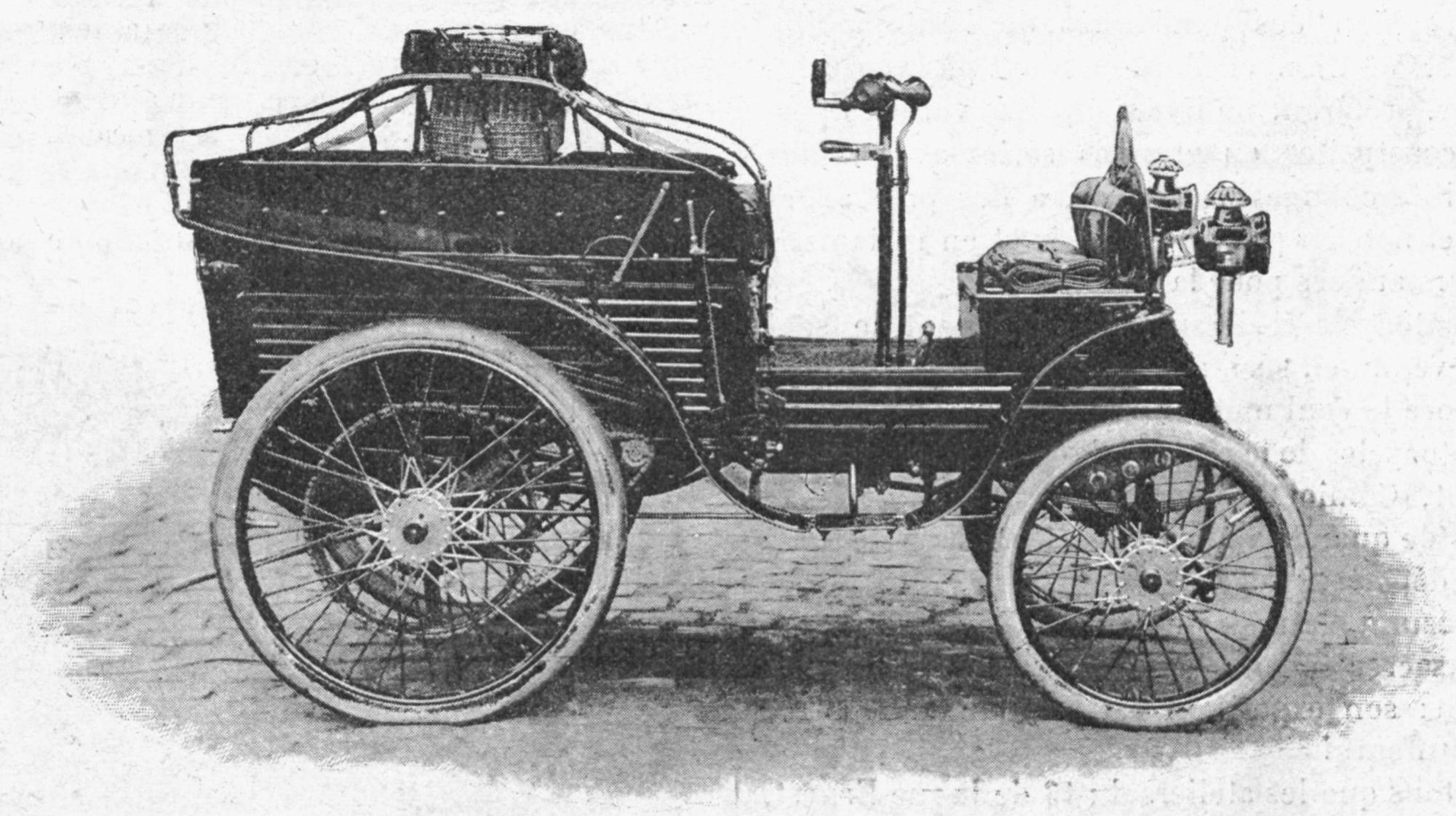
Mors 6 HP 4-seater (1898)
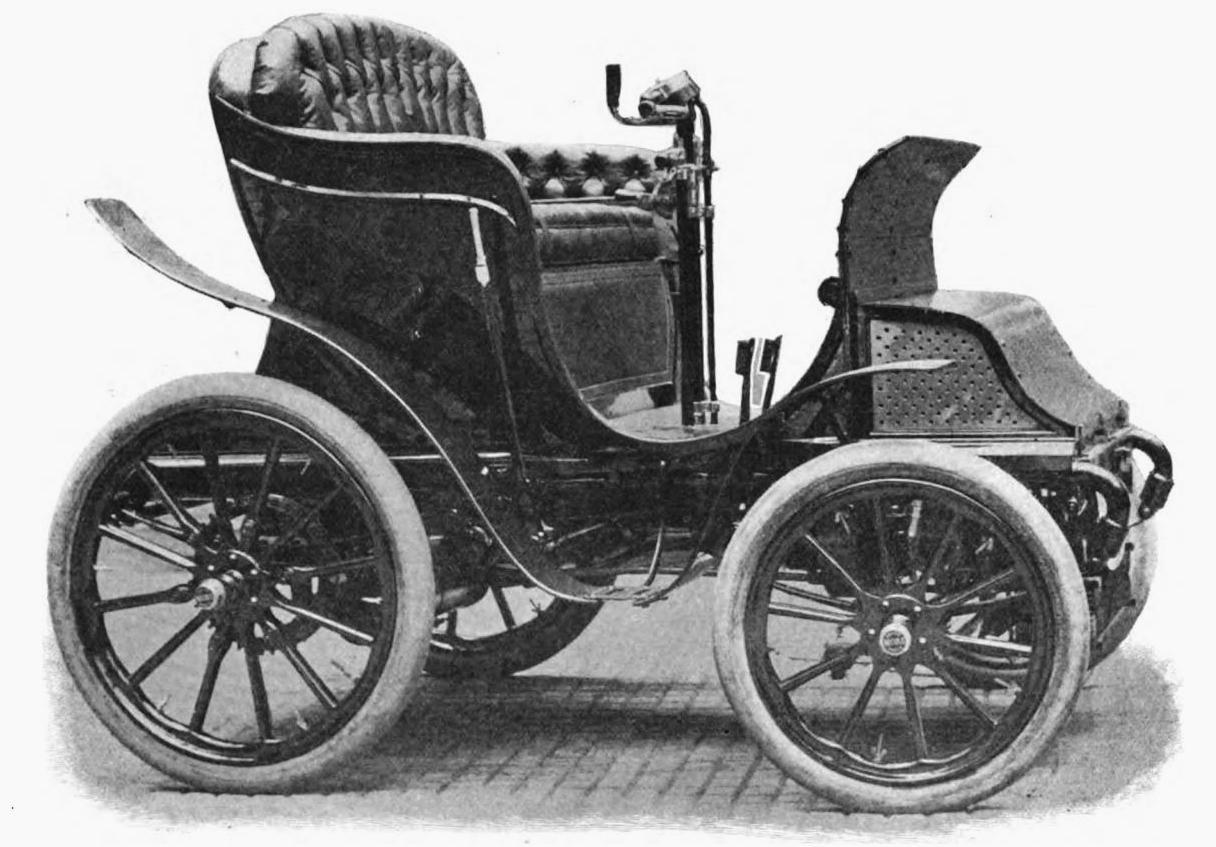
Mors 4 HP Two-seater (1899)
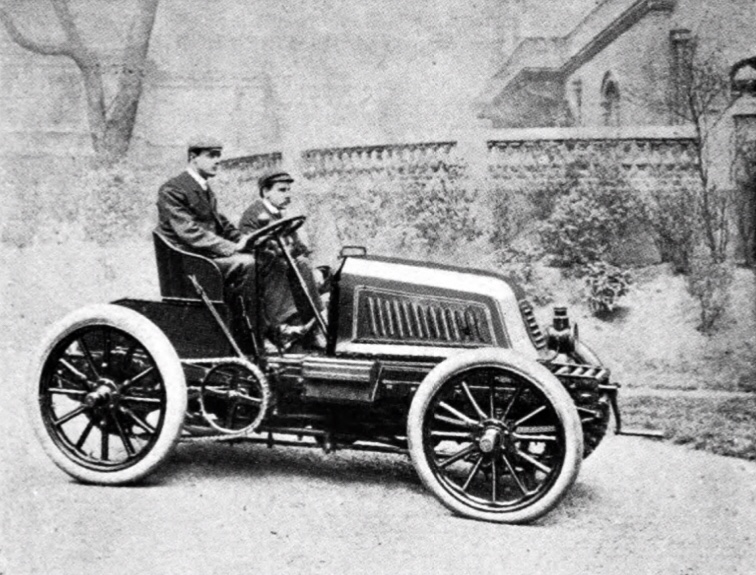
Mors 60 HP Rennwagen (1901)
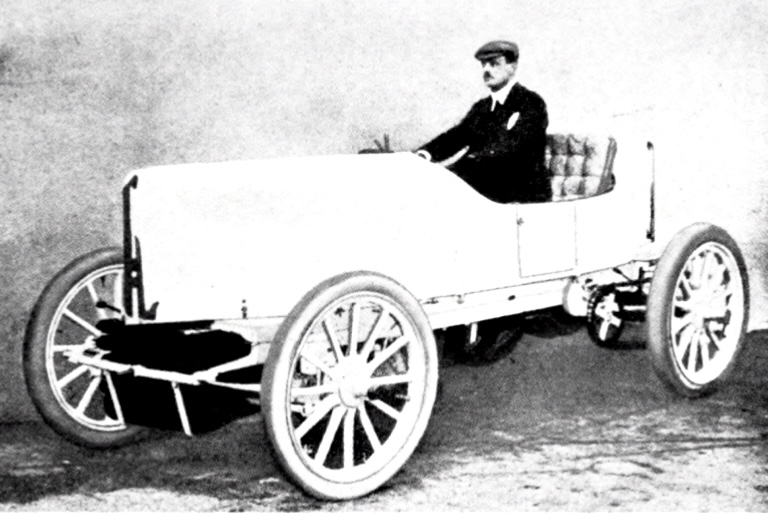
Mors 80 HP Rennwagen (1902)

Das Fahrzeugprogramm von 1908 bestand aus einem 10 CV, einem 20 CV und einem 25 CV. Alle Motoren waren Vierzylindermotoren die über eine Kardanwelle die Hinterachse antrieben. Weiterhin gab es drei weitere Vierzylindermotoren, die über Kettenantrieb auf die Hinterachse wirkten. Es handelte sich um den 17 CV, den 28 CV mit 5496 cm³ Hubraum mit 108 mm Bohrung und 150 mm Hub und den 45 CV. Ein Sechszylinder mit 50 CV rundete das Fahrzeugprogramm nach oben ab. Der 50 CV hatte einen Radstand 3420 mm und eine Spurweite von 1400 mm. Das Leergewicht lag bei 1150 kg. Als Nutzfahrzeuge gab es den 20 CV und den 28 CV als Bus mit 20 Sitzplätzen oder mit 40 Sitzplätzen. Weiterhin gab es einen Lastwagen mit 2000 kg Zuladung und einen mit 4000 kg Zuladung.

## Militärfahrzeuge

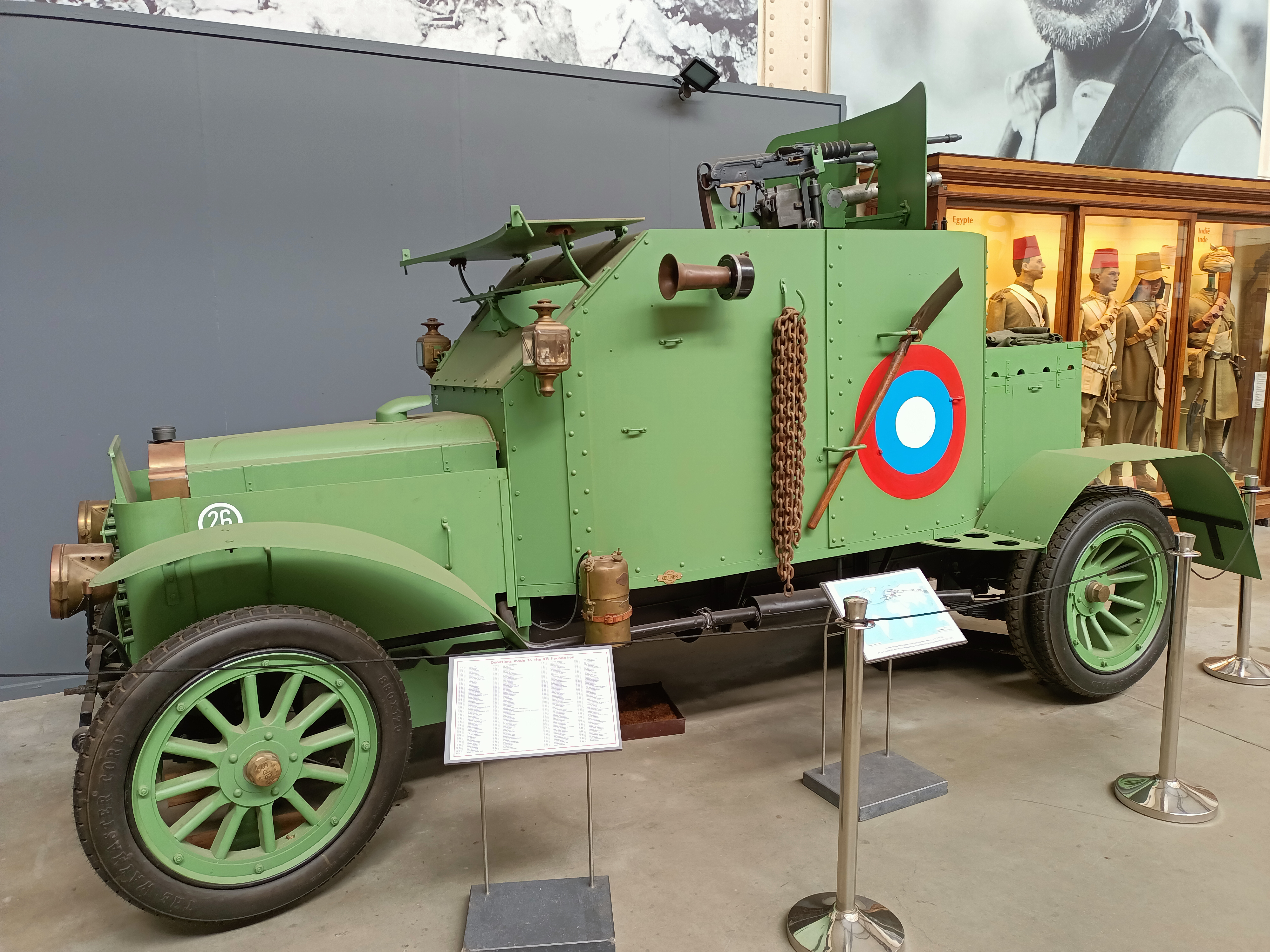
Panzerwagen von Mors

In der Zeit es Ersten Weltkrieges wurden Fahrzeuge von Mors auch beim Militär genutzt. Erkenntnisse zum Umfang dieser Nutzung sind wenig verbreitet. Bekannt ist ein Panzerwagen von Mors, der vom Militär genutzt wurde.

## Nach dem Ersten Weltkrieg
Nach Ende des Ersten Weltkrieges waren alle Mors-Modelle mit Schiebermotoren von Minerva ausgerüstet.
Der 14/20 CV wurde von 1919 bis 1921 gebaut. Er hatte einen Vierzylindermotor mit 3296 cm³ Hubraum (Bohrung × Hub 90 × 130 mm) und einen Radstand von 3,20 m.
Sein Nachfolger, der SSS 14/20, gebaut von 1922 bis 1924, hatte auch einen Vierzylindermotor, jetzt mit 3564 cm³ Hubraum (Bohrung × Hub 90 × 140 mm) und einen Radstand von 3,27 m.
Von 1923 bis 1924 bot Mors daneben noch ein kleineres Modell mit 1980 cm³ Hubraum (Bohrung × Hub 75 × 112 mm) und einen Radstand von 3,09 m an, 12/16 CV oder 11CV genannt.

## Rennwagen und Motorsport

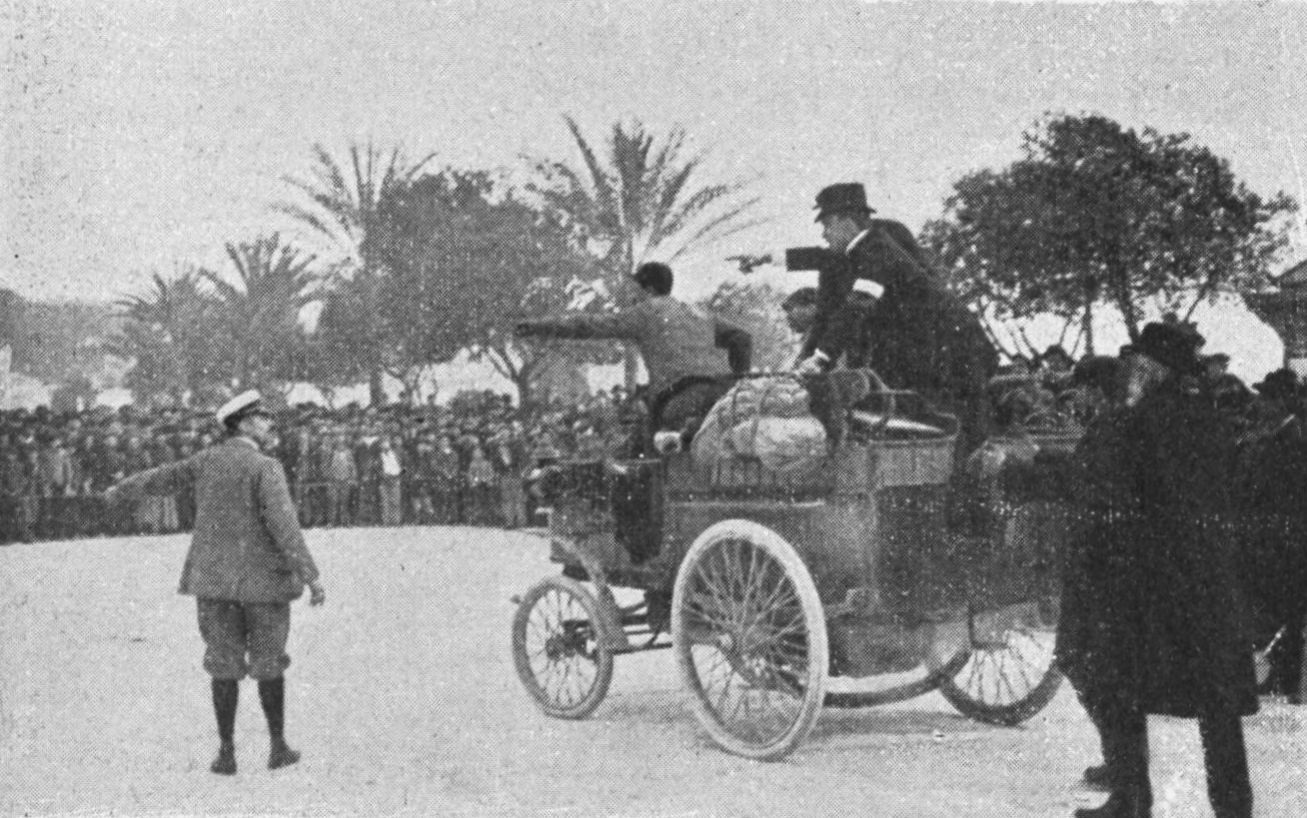
Édouard Michelin auf Mors 5 HP (Nr. 27) beim Rennen Marseille-Nice 1897

Im Januar 1897 nahm Édouard Michelin mit einem 5-HP-Mors-Wagen am Rennen Marseille–La Turbie teil (Startnummer 27), erreichte jedoch keine Wertung.
Ab 1898 fuhr Levegh für das Team. War man zunächst noch dem Rivalen Panhard & Levassor unterlegen, so feierte Mors 1900 bei Paris–Toulouse–Paris einen überlegenen Sieg.
Camille Jenatzy begann seine Rennkarriere auf Mors, er wurde Siebter bei der Tour de France für Automobile 1899.
Ein Mors Z war am 5. August 1902 der erste Wagen mit Verbrennungsmotor, der den Elektroautos und Dampfwagen den Landgeschwindigkeitsrekord entriss.
Mit Henri Fourniers Sieg bei Paris–Berlin 1901 und Fernand Gabriels Erfolg beim abgebrochenen Rennen Paris–Madrid 1903 gewann das Team noch zwei bedeutende Rennen der Motorsport-Frühzeit.
Charles Stewart Rolls verkaufte die französischen Fahrzeuge in Großbritannien. Ihm gelang bei einem Rennen im Phoenix Park von Dublin 1903 ein Weltrekord mit 93 Meilen pro Stunde (150 km/h) auf einem Mors.
Danach begann der Abstieg des Teams; der neue 12,8-Liter-Wagen enttäuschte beim GP von Frankreich 1908. Ein geplantes Comeback einige Jahre später wurde durch den Ausbruch des Ersten Weltkriegs verhindert.

## Erhaltene Fahrzeuge

Mors 6 HP Dogcart von 1898
Mors von 1901
Mors 16 HP Limousine von 1902
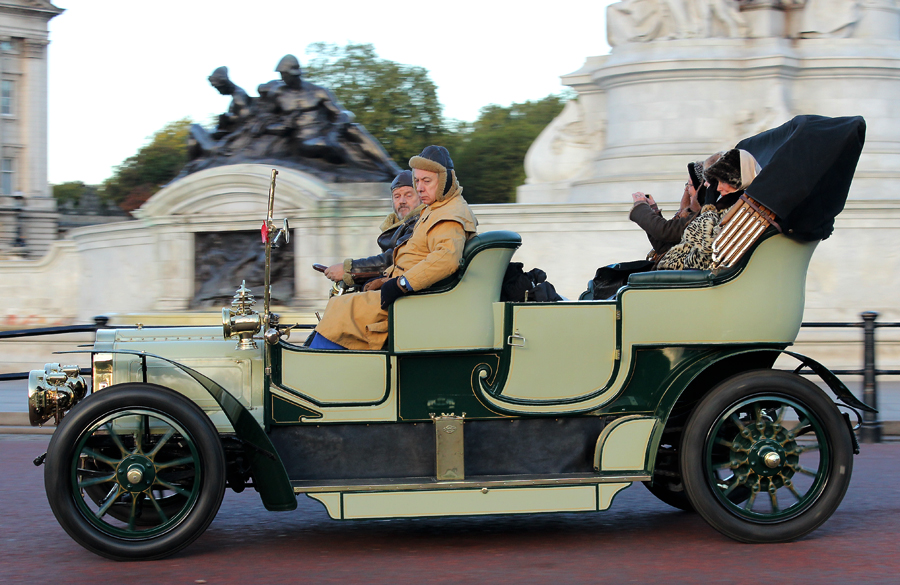
Mors 32 HP Roi-des-Belges von 1904
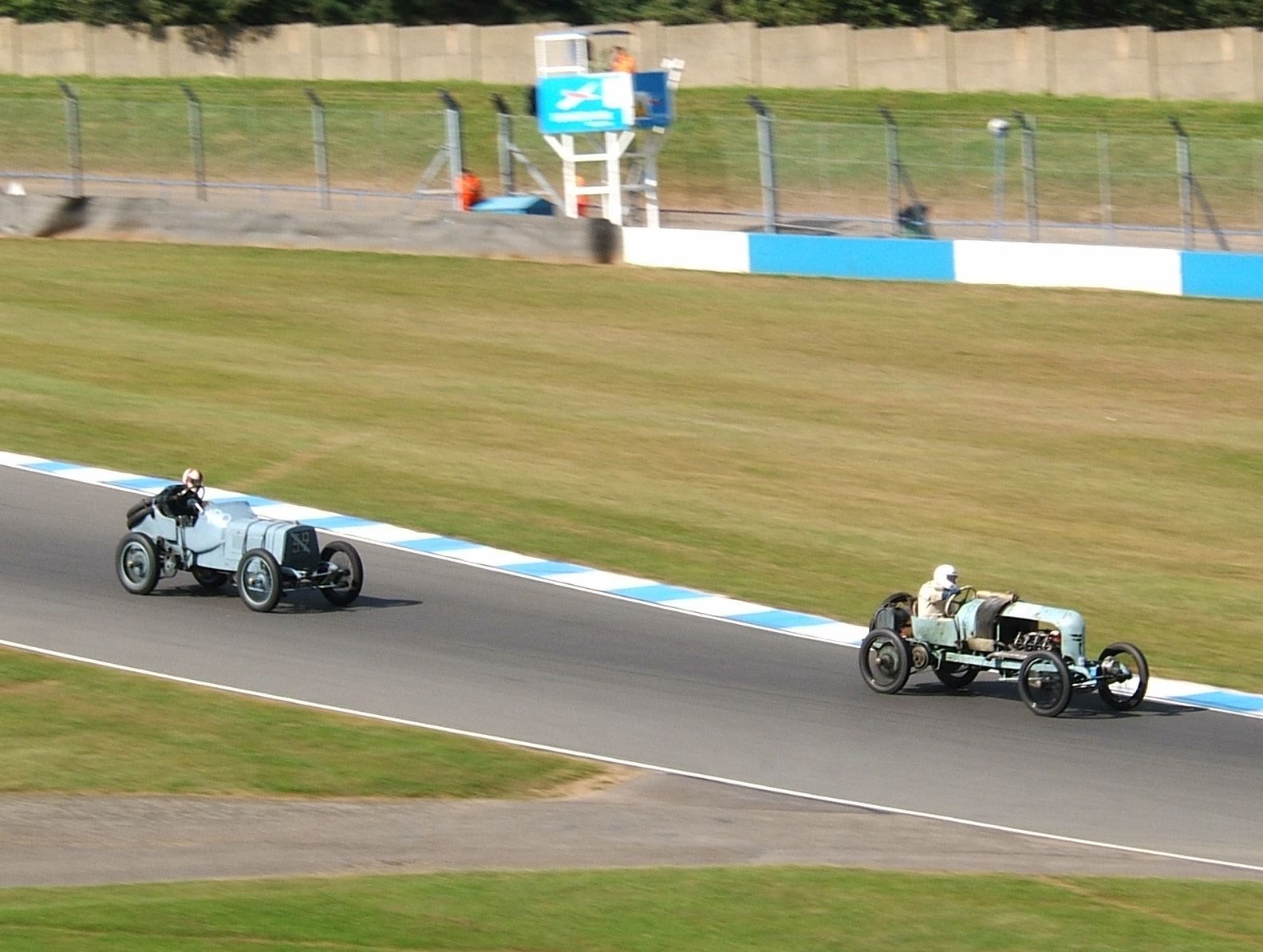
Mors Le Sanglier von 1906 (vorderes Fahrzeug), aufgenommen 2007
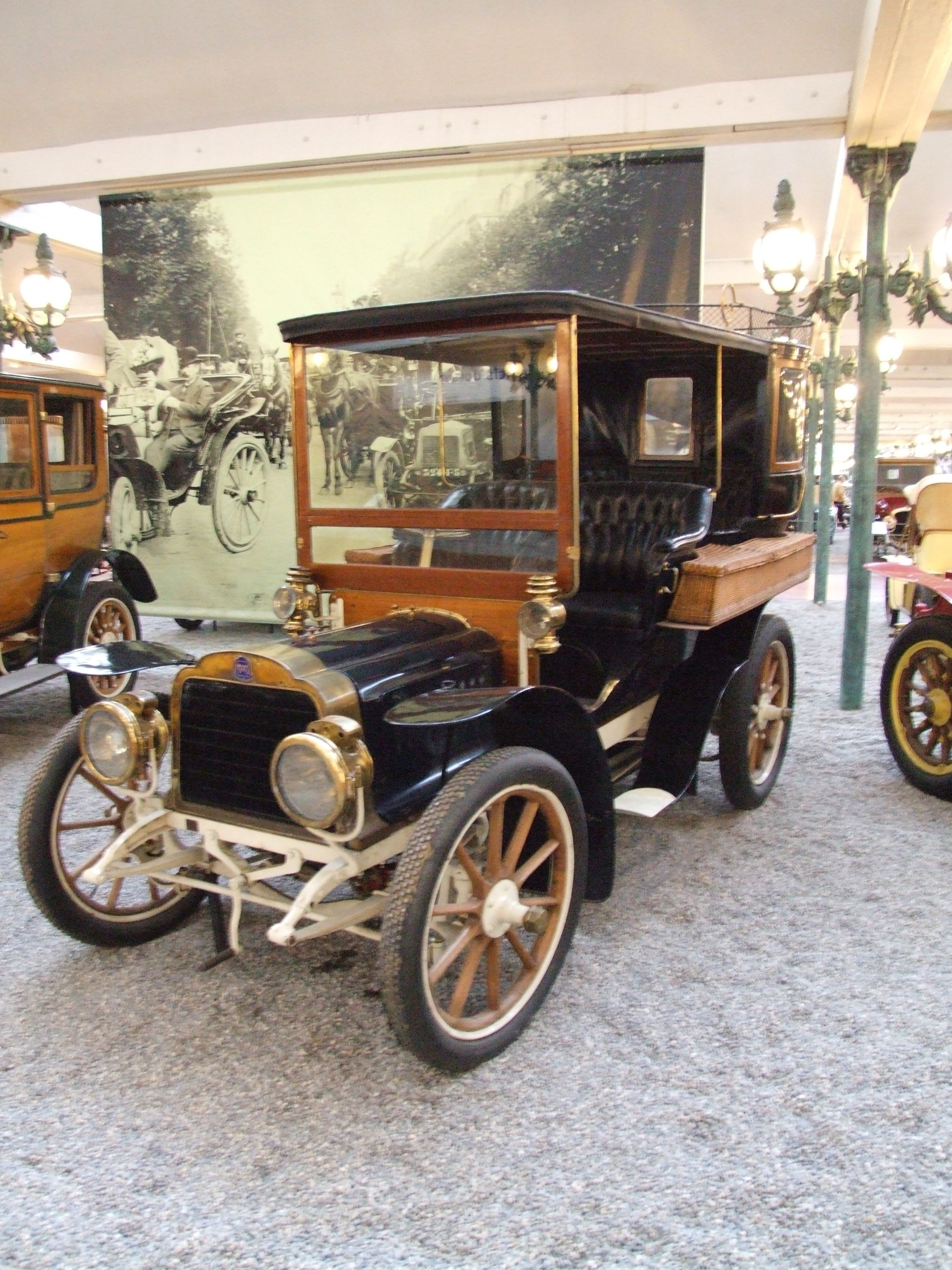
Mors Typ N Tonneau von 1910 in der Cité de l’Automobile – geschlossener Wagen mit Passagiereinstieg im Heck
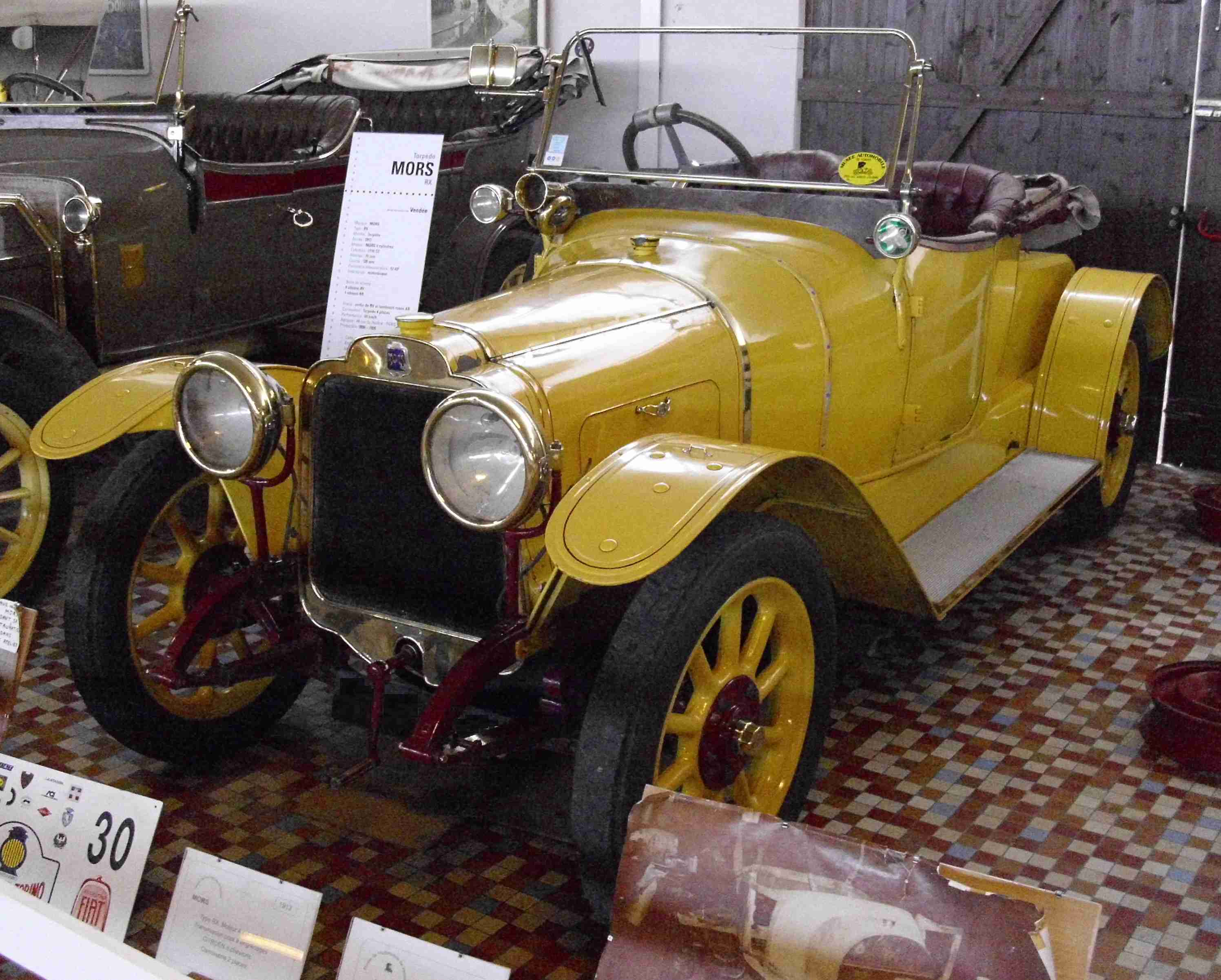
Mors von 1913
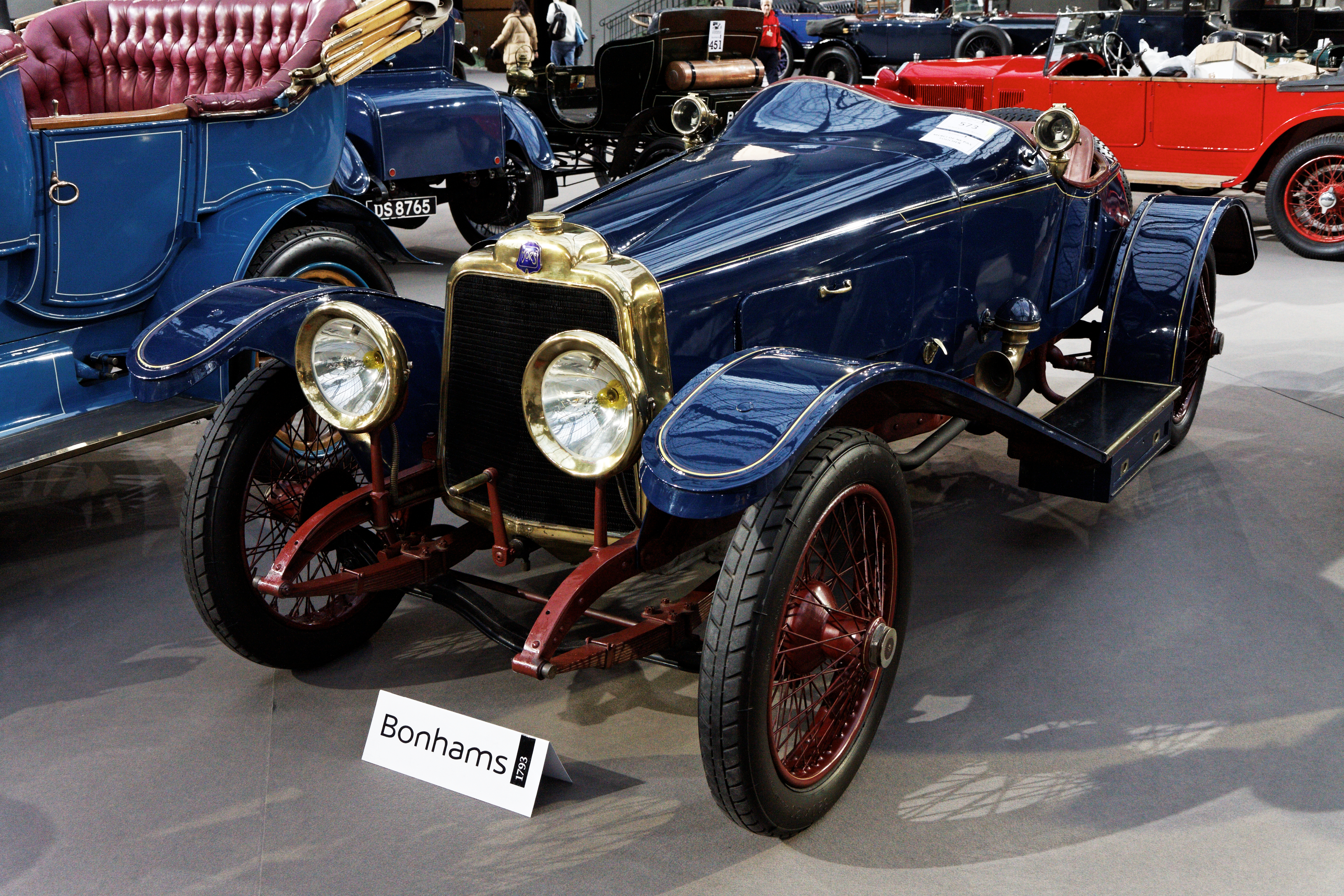
Mors 30 HP Torpedo von 1922
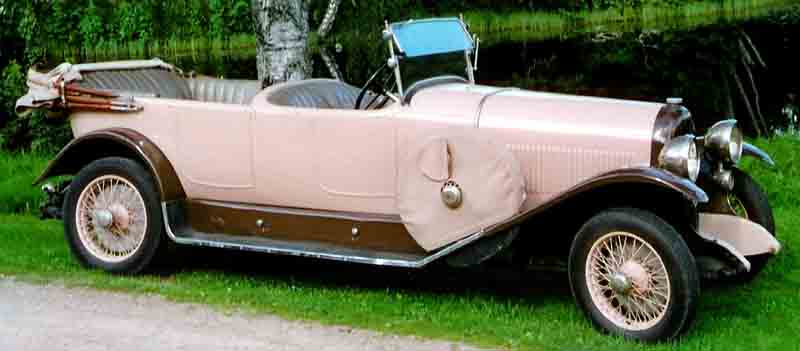
Mors von 1925